# Петковац (Петриња)
Петковац је насељено место у саставу града Петриње, у Банији, Република Хрватска.

## Историја
Петковац се од распада Југославије до августа 1995. године налазио у Републици Српској Крајини.

## Становништво
Насеље је према попису становништва из 2011. године имало 15 становника.
| Националност       | 1991.       |
| Срби               | 76 (92,68%) |
| Хрвати             | 1 (1,21%)   |
| Југословени        | 3 (3,65%)   |
| остали и непознато | 2 (2,43%)   |
| Укупно             | 82          |